# Toronto Film Critics Association
Toronto Film Critics Association je organizace filmových kritiků se základnou v Torontu. Organizace byla založena v roce 1997. Každoročně předává na konci roku ceny Toronto Film Critics Association Award těm nejlepším filmům z předchozího roku. 

## Kategorie
- nejlepší film
- nejlepší režie
- nejlepší scénář
- nejlepší herec v hlavní roli
- nejlepší herečka v hlavní roli
- nejlepší herec ve vedlejší roli
- nejlepší herečka ve vedlejší roli
- nejlepší animovaný film
- nejlepší cizojazyčný film
- nejlepší dokument
- nejlepší kanadský film